# Ван Юнчен
Ван Юнчен (кит.: :汪永晨; піньїнь: Wāng Yǒngchén) — старша репортерка з питань навколишнього середовища Китайського національного радіо. У 1996 році Ван заснувала китайську екологічну ГО Волонтери Зеленої Землі. Вона є президентом групи і організовує багато її заходів.

## Біографія
Ван отримала ступінь випускниці Пекінського університету. Працювала журналісткою, що спеціалізується на екології. Піонерка радіопрограм про навколишнє середовище, вона заснувала «Клас у середу» та «Салон журналістів», які заохочують громадськість до обізнаності та дискусії. Вона, зокрема, сподівається підвищити обізнаність про стосунки між людьми і природою та соціальну відповідальність у захисті природи.
За свої репортажі вона отримала багато нагород, включаючи премію Азійсько-Тихоокеанського мовного союзу в 1993, 1999 і 2001 роках, екологічну премію Condé Nast Traveller у 2004 році та нагороду Землі або нагороду Globe у 2001 році. Остання є найповажнішою екологічною нагородою Китаю. Вона внесла грошову винагороду «Земля» у розмірі 20 000 юанів до Китайського екологічного фонду та заснувала освітній фонд «Зелена Земля».

## Залучення до річки Ну
Річка Ну, що знаходиться на південному заході Китаю, є однією з двох великих річок Китаю, які залишаються неперекритими. Прихильники проекту дамби заявили, що вона є основним джерелом гідроелектроенергії, і сказали, що це виведе місцевих жителів із бідності. Опоненти казали, що це загрожує культурному та екологічному розмаїттю району. Річка Ну є домом для понад 7000 видів рослин, більше половини видів тварин Китаю та близько 22 груп етнічних меншин.
Ван організував кампанію, щоб зупинити проекти дамб на річці Ну. Їхні зусилля призвели до того, що прем’єр-міністр Вень Цзябао у квітні 2004 року оголосив про призупинення проєкту дамби через занепокоєння про навколишнє середовище та етнічні меншини.
Проєкт все ще може бути завершений, незважаючи на те, що багато місцевих жителів його не підтримують. У серпні 2005 року десятки китайських організацій та окремих осіб підписали відкритий лист до уряду, в якому просили владу опублікувати документи щодо впливу на навколишнє середовище та провести громадські слухання щодо планів річки Ну. До серпня 2006 року уряд так і не відповів на відкритий лист.
У лютому підрядники заявили, що проєкт Річка Ну має розпочатися, а розробник проекту Китай Хуадіан почав початкові підготовчі роботи. Але поки неясно, чи отримав проєкт остаточне схвалення з Пекіна. Повідомляється, що посадовець місцевої влади заперечував, що дамба була затверджена, заявляючи, що державна адміністрація охорони навколишнього природного середовища (SEPA) ще очікує на обов’язкову екологічну оцінку.

## Позиції
Ван вважає, що вибір між економічним розвитком і захистом навколишнього середовища є помилковим:
«Найбільша проблема у підвищенні обізнаності, на мою думку, полягає в тому, що охорона довкілля все ще передбачає лише гасла. Хоча багато людей бачать конфлікт між економічним розвитком та охороною навколишнього середовища, я вважаю, що коли ви наблизитеся до природи, щоб дізнатися більше про неї, ви не знайдете реального конфлікту між ними. Навпаки, погіршення навколишнього середовища робить економічний розвиток «місією неможливою». Це так само, як коли люди жертвують здоров’ям, щоб заробити гроші, а потім змушені витрачати ці гроші, щоб відновити своє здоров’я. Волонтери Зеленої Землі – велика сім’я любителів природи. Якщо вас цікавлять наші цілі, просто приєднайтеся до нас, і ви будете здивовані, наскільки вам сподобається».

## Працює
Ван публікує статті для chinadialogue, які доступні китайською та англійською мовами.
- Дати природі зцілити себе [Архівовано 6 березня 2010 у Wayback Machine.] Китайський діалог 18 липня 2008 року
- Жовта картка за китайський діалог «Три паралельні річки [Архівовано 8 жовтня 2007 у Wayback Machine.] » 3 серпня 2007 року
- Водні ресурси Китаю: екологічна безпека потребує [Архівовано 8 липня 2008 у Wayback Machine.] китайського діалогу 7 березня 2007 р
- Що якби природа могла говорити? [Архівовано 8 липня 2008 у Wayback Machine.] Китайський діалог 15 лютого 2007 року
- Китайський діалог «Утамування спраги [Архівовано 7 серпня 2008 у Wayback Machine.] Китаю» 2 лютого 2007 року
- Прощання з [Архівовано 8 вересня 2008 у Wayback Machine.] китайським діалогом Байдзі 10 січня 2007 року
- Репортаж із річки Ну: «Ніхто нам нічого не сказав» [Архівовано 7 жовтня 2007 у Wayback Machine.] китайський діалог 2 серпня 2006 р.

## Зовнішні посилання
- Ван Юнчен [Архівовано 9 червня 2012 у Wayback Machine.] - профіль на китайському діалозі